# Robin Tik
Robin Alan Tik (engl. Robin Alan Thicke; rođen 10. marta 1977) američki je pevač, autor pesama, muzički producent, glumac. Njegovi studijski albumi su prodati u oko 2 miliona primeraka širom Sjedinjenih Američkih Država. Svoju karijeru je započeo 1994. godine, a proslavio se 2013. godine pesmom Blurred Lines.

## Diskografija
Studijski albumi
- A Beautiful World (2003)
- The Evolution of Robin Thicke (2006)
- Something Else (2008)
- Sex Therapy: The Session (2009)
- Love After War (2011)
- Blurred Lines (2013)
- Paula (2014)

## Spoljašnje veze
- Zvanični veb-sajt
- Robin Tik na veb-sajtu  (jezik: engleski)